# Humanx Commonwealth
Con il termine Humanx Commonwealth si definisce l'universo narrativo in cui è ambientato l'omonimo ciclo di romanzi di fantascienza dello scrittore Alan Dean Foster. L'Humanx è un'alleanza politica, economica e militare tra gli esseri umani del pianeta Terra e gli insettoidi Thranx del pianeta Hivehom; il nome deriva appunto dall'unione delle due parole Human e Thranx. Le due specie  amministrano congiuntamente gli aspetti politici ed etico-religiosi dell'istituzione. Il Commonwealth è descritto come una democrazia liberale che abbraccia molti sistemi stellari e diverse specie ed è qualcosa di simile alla Federazione dei Pianeti Uniti di Star Trek. L'Humanx Commonwealth è caratterizzato da una relazione tra umani ed alieni che non è semplicemente reciprocamente vantaggiosa ma arriva ad essere una simbiosi, permettendo di amalgamare le due specie.

## Maggiori specie
L'universo narrativo creato da Alan Dean Foster è popolato da varie razze aliene.

### AAnn
Gli AAnn sono una specie rettiliana dall'aspetto di lucertole con velocità e flessibilità superiore a quella di molti umani, anche se generalmente sono più piccoli di essi. Vivono sul pianeta Blasusarr.

### Minidrags
I Minidrags sono anch'essi rettiliani, ma assomigliano a serpenti volanti, lunghi più di 1 metro. Vivono sul pianeta Alaspin. I Minidrags sono empatici e telepatici; raramente si collegano ad un essere intelligente che reputano degno. L'umano Flinx, uno dei protagonisti di molti romanzi del ciclo, è collegato ad un minidrag chiamato Pip.

### Pitar
I Pitar vivono sull'omonimo pianeta; hanno un aspetto quasi identico agli umani e sono molto avanzati dal punto di vista scientifico.

### Thranx
I Thranx sono una specie insettoide; gli individui hanno otto zampe, sono alti circa 1,5 metri e assomigliano vagamente a mantidi religiose. Abitano sul pianeta Hivehom.

### Ulru-Ujurrians
Gli Ulru-Ujurrians sono umanoidi simili ad orsi, che abitano sul pianeta omonimo. Hanno il corpo coperto da una pelliccia e sono più grossi degli umani e da due a tre volte più alti. Sono pacifici e comunicano mediante telepatia.

### Unop-Patha
Gli Unop-Patha sono esseri antropomorfi di bassa statura di carattere schivo e timoroso. Seppure capaci di viaggiare nello Spazio a velocità maggiore della luce, la loro tecnologia, se confrontata con quella di altre razze, appare primitiva.

### Otoids
Gli Otoids sono la specie aborigena del pianeta Alaspin. Sono descritti come umanoidi, alti circa la metà di un essere umano; hanno il corpo coperto da una pelliccia, gli occhi di colore grigio e una coda non prensile priva di pelo. Essi sono ostili a tutte le altre specie ed uccidono gli individui  che incontrano se non appartengono alla loro specie.

## Romanzi del ciclo Humanx Commonwealth
- Terra di mezzo (Midworld, 1975)
- Cachalot, 1980
- L'incontro con i Thranx (Nor Crystal Tears, 1982)
- Viaggio alla città dei morti (Voyage to the City of the Dead, 1984)
- Sentenced to Prism, 1985
- The Howling Stones, 1997
- Drowning World, 2003

### Romanzi basati su Pip e Flinx
- Storia di Flinx (For Love of Mother-Not) (1983) Editrice Nord - Cosmo Argento 149 (1984)
- Il mistero del Krang (The Tar-Aiym Krang) (1972) Editrice Nord - Cosmo Argento 39 (1975)
- Stella orfana (Orphan Star) (1977) Editrice Nord - Cosmo Argento 93 (1979)
- La fine della vicenda (The End of the Matter) (1977) Editrice Nord - Cosmo Argento 126 (1982)
- Snake Eyes  (Short Story)(1978)
- Obiettivo Longtunnel (Flinx in Flux) (1988) Editrice Nord - Cosmo Argento 213 (1990)
- Flinx nella terra di mezzo (Mid-Flinx) (1995) Editrice Nord - Cosmo Argento 297 (1999)
- Reunion (Reunion) (2001) Mondadori - Urania 1710 (2023)
- Sideshow  (Short story)(2002)
- Flinx's Folly  (2003)
- Sliding Scales  (2004)
- Running from the Deity  (2005)
- L'agguato del Vom (Bloodhype) (1973)
- Trouble Magnet (2006)
- Patrimony (2007)
- Flinx Transcendent (2009)
- Musica aliena (Strange music) (2017) Mondadori - Urania 1674 (2019)

### Trilogia di Icerigger
- Il pianeta dei ghiacci (Icerigger, 1974)
- Missione a Moulokin (Mission to Moulokin, 1979)
- L'inferno tra i ghiacci (The Deluge Drivers, 1987)

### Fondazione del Commonwealth
- Filogenesi (Phylogenesis, 1999)
- Incontri pericolosi (Dirge, 2000)
- Diuturnity's Dawn (2001)[1]